# Wanderlust Blumendorf
Wanderlust Blumendorf – klub rowerowy w Blumendorf (obecnie Kwieciszowice) istniejący w latach 1922–1936.

## Historia

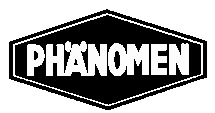

Pierwsze dekady dwudziestego wieku były okresem wzmożonej popularności rowerów. Rower przestał być towarem luksusowym i coraz więcej osób mogło pozwolić sobie na jego zakup. Nader wysoka powszechność rowerów na Śląsku wiązała się z faktem, że w Zittau (pol. Żytawa) działała fabryka rowerów tamtejszego fabrykanta Gustawa Hillera. Produkowany tam solidny i tani rower marki „Phänomen” opanował wiele miejscowości Pogórza Izerskiego.
W związku ze wzrostem dostępności rowerów:
zakładano towarzystwa cyklistyczne, organizowano wycieczki i wyścigi rowerowe. Rowerzyści uświetniali lokalne święta swoich miejscowości. Uprawiano akrobację na rowerach i rowerową piłkę nożną. Członkowie takich towarzystw spełniali też rolę kulturotwórczą. W zimie organizowali przedstawienia teatralne, zabawy i konkursy sportowe. Towarzystwa miały swoje statuty, stroje i lokalny ceremoniał w przyjmowaniu nowych członków.

### Historia klubu

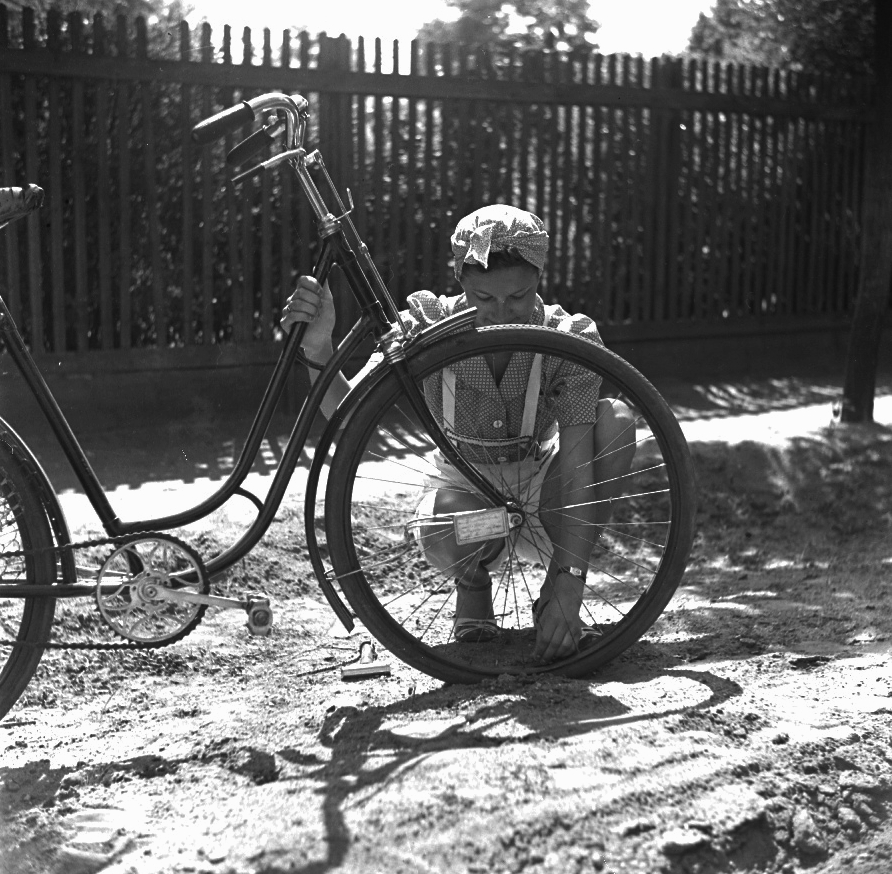
Rower marki Phänomen.

Klub został założony w roku 1922 z inicjatywy wójta (i komendanta lokalnej straży pożarnej) Blumendorf Paula Neumanna.
W 1924 roku zakupiono sztandar klubu, z tej okazji hrabia Schaffgotsch ufundował szklany puchar wykonany w hucie szkla „Julia” (niem. Josephinenhütte), na którym została umieszczona nazwa klubu oraz herb rodu von Schaffgotsch. W uroczystości nadania sztandaru wzięło udział sześć innych stowarzyszeń kolarskich z okolicy, w tym z Friedeberg (pol. Mirsk), Bad Flinsberg (pol. Świeradów-Zdrój) i Giehren (pol. Gierczyn). Z tej okazji zorganizowano międzyklubowy turniej piłki rowerowej (grano na specjalnie utworzonej scenie tanecznej w ogrodzie Reinholda Kittelmanna) oraz wyścig rowerowy z nagrodami. Na zakończenie odbyła się uroczysta parada na trasie całej miejscowości.
W 1934 roku Paul Neumann ustąpił ze stanowiska przewodniczącego klubu na rzecz Alfreda Nocke. W związku z rozwojem motoryzacji i spadkiem lokalnego zainteresowania aktywną jazdą na rowerze Alfred Nocke rozwiązał zrzeszenie w 1936 roku. Nocke został również ostatnim właścicielem przechodniego dotychczas, kryształowego pucharu, wygrał go w zawodach w strzelaniu z wiatrówki.
W 1995 roku, w wieku 90 lat, Alfred Nocke był jedynym żyjącym członkiem klubu kolarskiego.

## Działalność
W ramach działalności klubu organizowano wiosenne i letnie przejażdżki po okolicy. W zimie grywano również w piłkę rowerową. W tym właśnie celu członkowie klubu zakupili 6 specjalnie dostosowanych do tego rowerów halowych. Mecze odbywały się w salach dwóch karczm: Gasthaus Meisner w centrum Blumendorf i Gasthaus Urban w kolonii Blumendorf. Oprócz tego, zimą klubowicze wystawiali sztuki teatralne w sali Gasthaus Meisner:
Kierownictwo tego „teatru” objął pełen pasji twórczej ogrodnik Wotschkow. Wotschkow, zapalony reżyser, dysponował mnóstwem kostiumów i rekwizytów. Latem, podczas organizowanych wycieczek, członkowie klubu wyróżniali się jednakowymi strojami: żakietami, spodniami do kolan i czapkami. Oryginalnym dodatkiem była trójkolorowa szarfa. Wykonawcą strojów był krawiec Kittelmann.